# Francisco Torralbo y Robles
Francisco Torralbo y Robles (Principat de Catalunya, 1730 - San Juan, 15 de maig de 1795) fou un militar espanyol, governador suplent de Puerto Rico i brigadier general.

## Biografia
Va néixer en el Principat de Catalunya, fill d'Alonso Torralbo, capità d'infanteria en el Regiment de Múrcia, i Apolonia Robles. Es va casar amb Teresa Valenciano y Pimentel el 1763 amb qui va tenir una filla, Juana Josefa de la Luz de Torralbo y Valenciano, que es va casar amb el Coronel Rafael Conti y Flores, defensor d'Aguadilla contra una invasió britànica el 1797.
Francisco Torralbo va servir dues vegades com a Governador espanyol de Puerto Rico, del 27 de maig al 8 de juny de 1789 i entre el 19 de maig de 1792 i el 21 de maig de 1793. La primera vegada per substituir al governador Juan Dabán y Busterino que va ser retornat a Espanya; la segona, semblant, a conseqüència del fet que el governador Miguel Antonio de Ustariz va retornar a la Península per una indisposició física. Durant el seu mandat interí, Torralbo va tractar les conseqüències de la Revolució Francesa, especialment a través de les seves manifestacions en les veïnes colònies franceses de Saint-Domingue i Martinica. Després de retirar-se, Torralbo va passar la resta de la seva vida a Puerto Rico i va ser enterrat en la Capella de Sant Vicent Ferrer del Convent dels Dominics de San Juan.